# Cerro Pan de Azúcar (Medellín)
El cerro Pan de Azúcar es una formación rocosa ubicada en el centroriente de la ciudad Medellín, Antioquia, fue el punto clave para empezar la construcción de la Villa de la Candelaria de Medellín. Junto el Cerro El Picacho, Cerro El Salvador, Cerro El Volador, Cerro La Asomadera, Cerro Las Tres Cruces, Cerro Nutibara y el Cerro Santo Domingo, conforma el grupo de los llamados cerros tutelares de la ciudad de Medellín, una red de accidentes geográficos a lo largo del Valle del Aburrá que posee un importante valor histórico, arqueológico, ecológico y turístico.

## Límites
El cerro limita al norte con la cuenca alta de la quebrada Chorrohondo, por el oriente con la quebrada La Castro y al sur con el barrio Villa Liliam y sus barrios limítrofes son 13 de noviembre, Llanaditas, Los Mangos, El Pinal, San Antonio, La Libertad,Villatina. Está dentro de la vereda Piedras Blancas del corregimiento Santa Elena.

## Composición
El cerro está compuesto por una roca de origen oceánico llamada Dunita. Por efecto del sol, la lluvia y el viento la roca ha empezado a descomponerse dejando al descubierto la parte superior del cerro y la desintegración de la roca.

## Historia
En el siglo XVII el cerro fue uno de los primeros contactos de Medellín con el mundo, este camino se hacía llamar el camino de Piedras Blancas que llevaba directo al Río Magdalena, a partir de este camino se crearon los primeros barrios vecinos, como lo es en el caso del barrio Llanaditas el cual fue creado en 1950.
En el cerro se encuentran varios atractivos de ciudad, como largos senderos ecológicos pertenecientes al jardín circunvalar, (este nombre por cierto aparece escrito en grandes letras en la ladera occidental del cerro); a su vez es un sitio con gran potencial arqueológico y un lugar de peregrinación religiosa, dado que en su cima se halla una gran imagen, de 10 metros de altura de la Virgen María, bajo la advocación de Nuestra Señora de la Candelaria; patrona de Medellín.

## Vegetación
La especie predominante en le cerro es el pino pero también se puede encontrar otros árboles como:
- Noro
- Yarumo
- Ciprés
- Acacia Japonesa
- Chucho
- Uvito de monte
- Niguito
- Guayabo
- Arrayán
- Cola de Zorro

En cuanto a fauna, el cerro no tiene muchas especies, sólo se destaca una que es la especie endémica de la guacharaca.

## Referencias

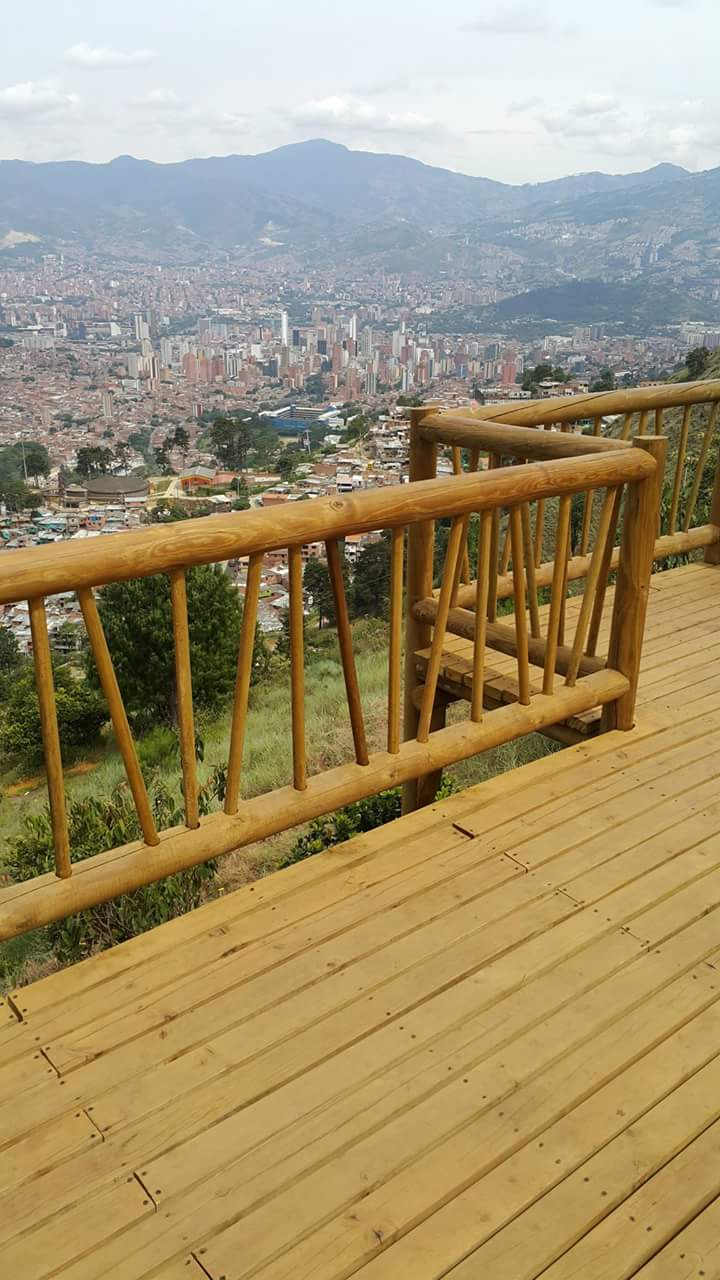
Panorama de Medellín, camino hacia el Cerro Pan de Azúcar (Jardín Circunvalar)